# Đặng Quốc Khánh (thiếu tướng)
Đặng Quốc Khánh là một sĩ quan cấp cao trong Quân đội nhân dân Việt Nam, hàm Thiếu tướng, hiện là Chính ủy Cục Quân y, Bộ Quốc phòng

## Thân thế và sự nghiệp
Năm 2012, bổ nhiệm giữ chức Chính ủy Cục Quân y, Bộ Quốc phòng
Thiếu tướng (1/2014)